# Тихомир (великий жупан)
Тихомир I (до 1113 —1171) — великий жупан (великий князь) Рашки (Сербії) у 1166 році.

## Життєпис
Походив з династії Вукановичів. Був старшим сином Завиди, що належав до однієї з молодших гілок династії. Панував князівством Захум'є. Про молоді роки Тихомира майже нічого невідомо.
Після арешту великого жупана Деси у 1165 році візантійський імператор Мануїл I Комнін розділив сербські землі між синами Завіди: Страцімир отримав Західну Мораву; Мирослав — Захум'є і Травунію; Неманя — Топлицю, Ібар, Расіну і Реке; Тихомир став верховним володар над ними. При цьому Неманя був безпосереднім васалом Мануїла I і всіляко намагався продемонструвати свою незалежність від Тихомира.
Тихомир став підозрювати Неманю в змові з візантійцями, заарештував його і кинув у в'язницю, а землі його захопив. Тим самим Тихомир I вступив в конфлікт з церквою, яка підтримувала Неманю.
Немані вдалося втекти. Він зібрав військо зі своїх прихильників і у 1167 році прогнав Тихомира з іншими братами з Сербії, а себе проголосив великим жупаном. Тихомир втік до Візантії.
Імператор Мануїл I, який не бажав посилення Сербії надав Тихомиру з братами військо. У 1171 року вони вдерлися до Сербії, але у битві при Пантіна поблизу Звечана зазнав нищівної поразки. Тихомир потонув у річці Ситниця, а інші брати помирилися з Неманею й отримали від нього володіння в Сербії.